# رستم أباد (كليائي)
رستم أباد (بالفارسية: رستم‌آباد) هي قرية تقع في إيران في قسم کلیائي الريفي. يقدر عدد سكانها بـ 136 نسمة .